# Langkloof
Langkloof es un valle de 160 kilómetros de largo en Sudáfrica, que se extiende entre Herold, una pequeña aldea al norte de George, y Humansdorp. La palabra Kloof se incorporó a su nombre por Isaq Schrijver en 1689, mientras que después se empezó a estudiar con más detenimiento por una expedición, bajo la dirección de August Frederik Beutler en 1752.
El valle ha sido cultivado desde 1760 y es una importante región frutícola, en concreto de las manzanas.
Joubertina es la ciudad más importante de la Langkloof, y fue fundada en 1807 como una comunidad holandesa reformada por el Reverendo WA Joubert, que prohibió la venta de alcohol en la ciudad, una prohibición que nunca se levantó, pero que se ignora ahora .